# گاز-ام۲۰ پوبیدو
جی‌ای‌زد-ام۲۰ پوبیدو (GAZ-M۲۰ Pobeda) خودرویی است که در سال‌های ۱۹۴۶ تا ۱۹۵۸در نیژنی نووگورود و اتحاد جماهیر شوروی سوسیالیستی تولید شده‌است. طراحی آن خودروهای موتور جلو-محور عقب بوده طول آن در حالت طبیعی ۴٬۶۶۵ میلیمتر (۱۸۳٫۷ اینچ)، عرض آن در حالت طبیعی ۱٬۶۹۵ میلیمتر (۶۶٫۷ اینچ) و ارتفاع آن در حالت طبیعی ۱٬۵۹۰ میلیمتر (۶۲٫۶ اینچ) است.
موتور آن ۲۱۲۰ سی‌سی است.

## نگارخانه

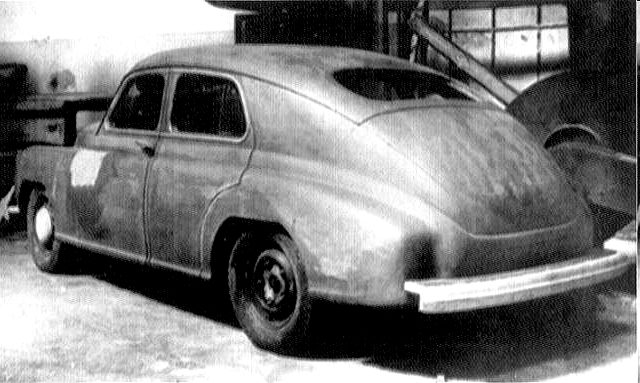